# Ян Криштоф Тарновський
Ян Кши́штоф Тарно́вський (пол. Jan Krzysztof Tarnowski; близько 1 січня 1537 — 1 квітня 1567, с. Горличина) — польський шляхтич, граф, урядник Королівства Польського. Останній представник тарнівської гілки роду Тарновських гербу Леліва.

## Біографія

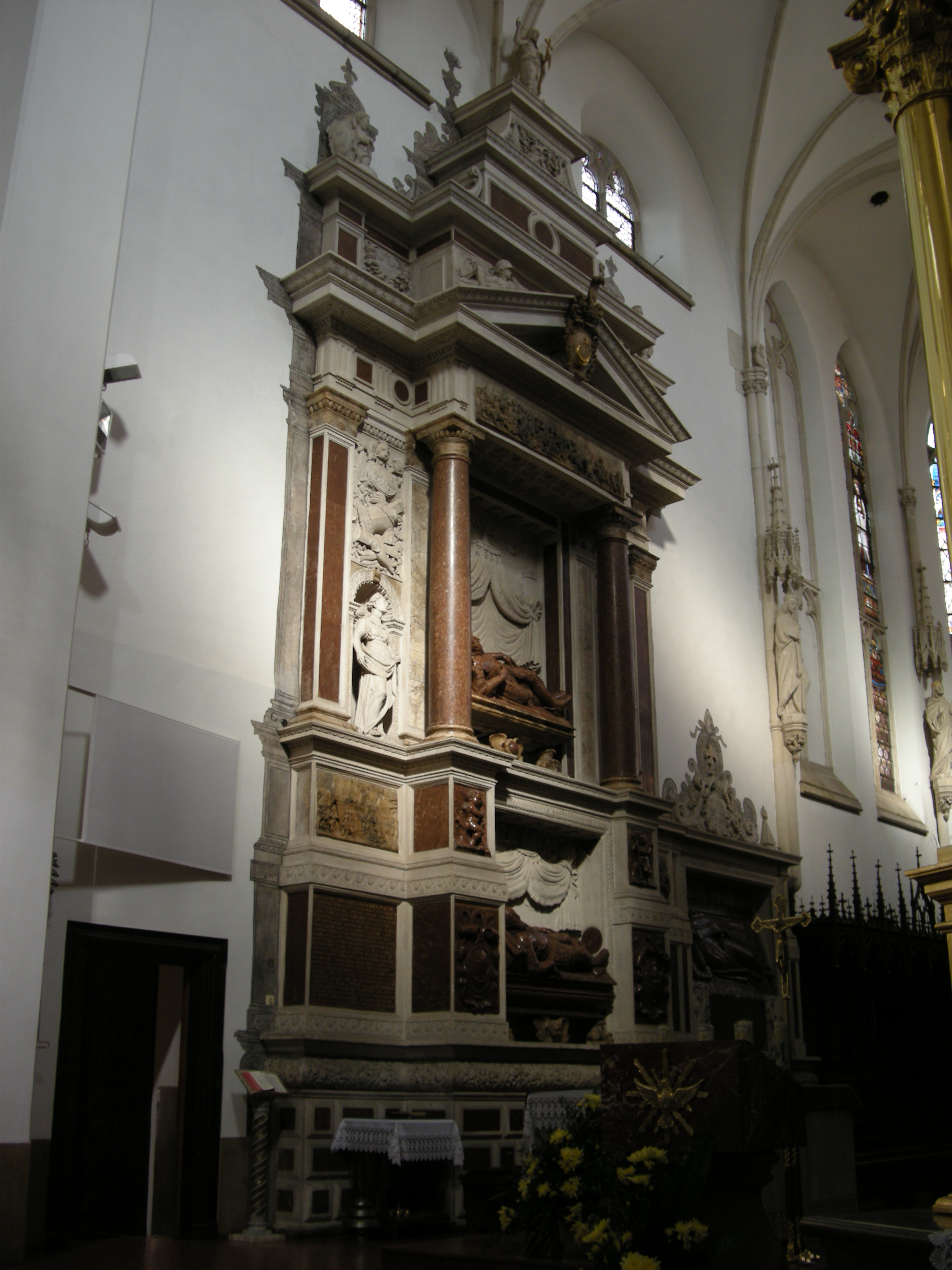
Надгробок Яна Амора та Яна Кшиштофа Тарновських у катедрі м. Тарнів

Син Яна Амора Тарновського та його другої дружини Зофії Шидловецької.
Виховувався при дворі імператора Фердинанда. За К. Несецьким, у латинському обряді. Був секретарем королівським (1554 р.), каштеляном войніцьким (23 квітня 1557 року), старостою сандомирським, стрийським, долинським. Хворів на туберкульоз. На його похороні мав промову Пйотр Скарґа.
1555 року одружився із донькою каштеляна та руського воєводи Станіслава Одровонжа Зофією (дружина по його смерті вийшла заміж за сандомирського воєводу Яна Костку.). Внаслідок цього шлюбу став, зокрема, власником Сатанова, Ярослава. Дорослих дітей не мав.
Володів містами: Тарнів, Переворськ, Тернопіль, селами Тарнавець, Кремінна, Курилівка, Вев'юрка, Рожнів, Старе Село Перемишльської землі Руського воєводства. Розбудовував старий замок Тернополя.
На його прохання король Сигізмунд ІІ Август надав привілей, яким відновив міські права Зінькова.
У латинській катедрі Тарнова коштом князя Василя Костянтина Острозького наприкінці XVI ст. встановлено виготовлений скульптором Паллавіні надгробок батькові Яну Амору (верхній ярус) та сину Яну Кшиштофу (нижній) Тарновським.